# Zelotes namibensis
Zelotes namibensis este o specie de păianjeni din genul Zelotes, familia Gnaphosidae, descrisă de Fitzpatrick în anul 2007.
Este endemică în Namibia. Conform Catalogue of Life specia Zelotes namibensis nu are subspecii cunoscute.